# HD 283750
HD 283750 ist ein knapp 60 Lichtjahre von der Erde entfernter später Hauptreihenstern im Sternbild Stier. HD 283750 ist als BY-Draconis-Veränderlicher klassifiziert und trägt die Veränderlichen-Bezeichnung V833 Tauri. Er bildet zusammen mit dem Weißen Zwerg WD 0433+27 ein Eigenbewegungspaar und ist möglicherweise ein Mitglied der Hyaden oder des Hyaden-Stroms.

## Eigenschaften
HD 283750 weist eine Konzentration von Schwermetallen auf, die mit der der Sonne vergleichbar ist, ist jedoch mit einem Alter von etwa einer Milliarde Jahren deutlich jünger als diese.
Der Stern ist mit einer scheinbaren Helligkeit von 8,1 mag mit dem bloßen Auge auch unter optimalen Beobachtungsbedingungen nicht mehr zu sehen.

## Spektroskopischer Begleiter
Im Jahre 1996 entdeckten Michel Mayor et al. einen spektroskopischen Begleiter mit einer Mindestmasse von 50 Jupitermassen, der diesen Stern mit einer Periode von 1,8 Tagen umkreist. Bei diesem Objekt handelt es sich vermutlich um einen Stern geringer Masse, es könnte sich jedoch auch um einen Braunen Zwerg handeln.